# Gallwitz-Kaserne (Bonn)

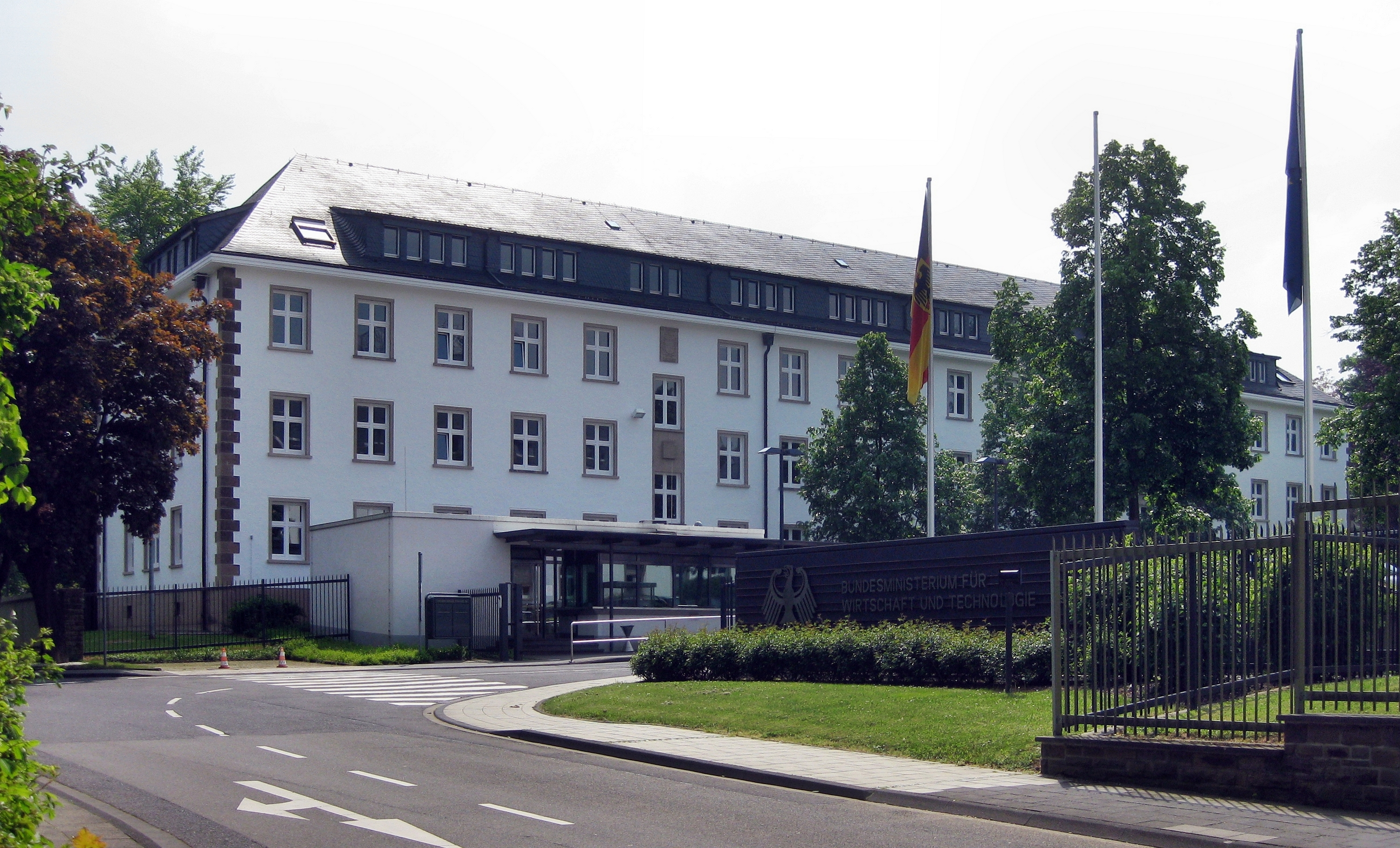
Kasernengebäude mit heutiger Nutzung

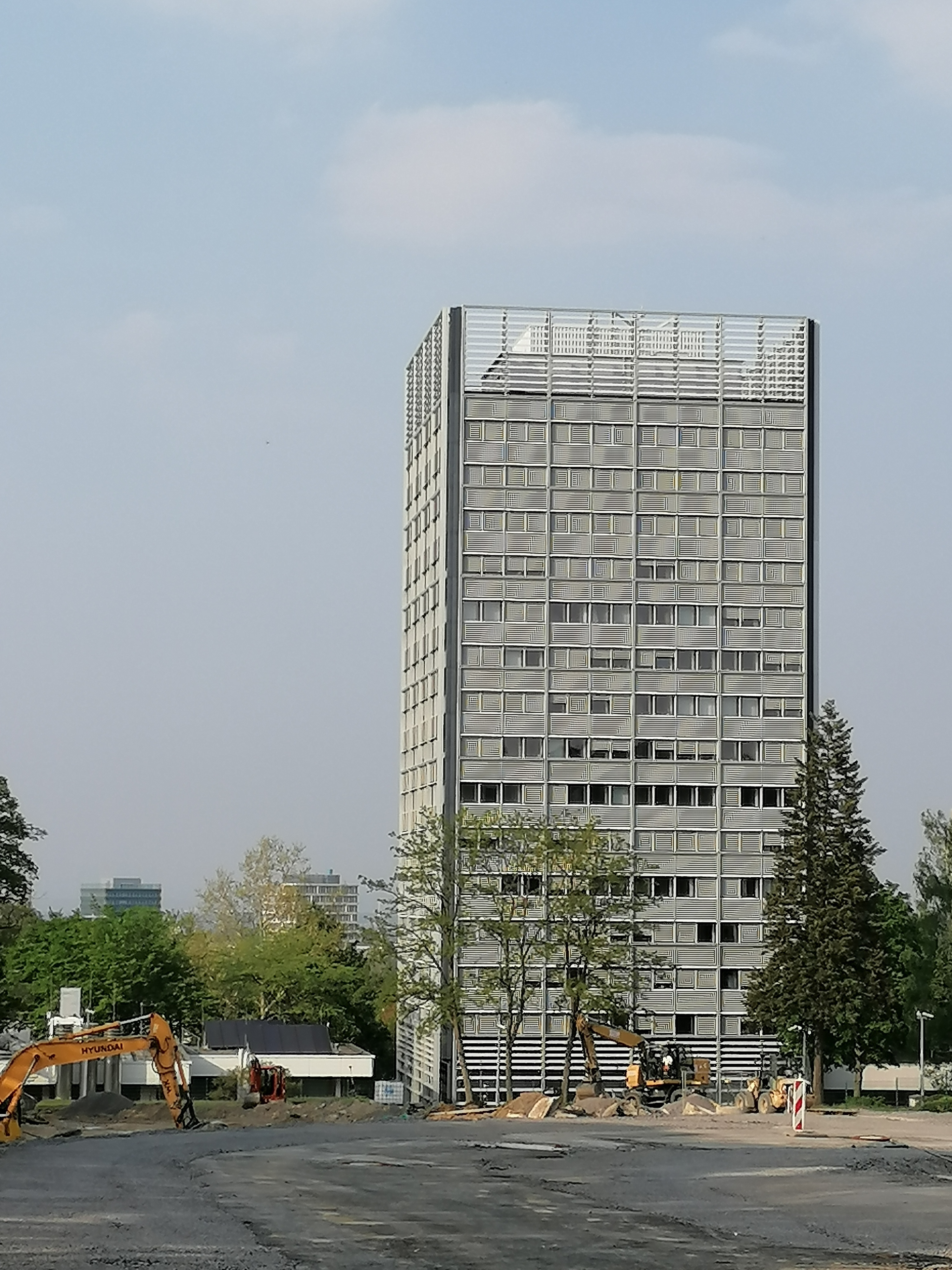
Hochhaus des Bundesministeriums für Wirtschaft und Energie

Die Gallwitz-Kaserne ist eine ehemalige Artillerie-Kaserne in Bonn-Duisdorf, deren erhaltene Teile heute von einigen Bundesbehörden genutzt werden.

## Geographie
Die Gallwitz-Kaserne liegt im Osten Duisdorfs an der A 565, die Adresse ist Villemombler Straße 76–80.

## Geschichte
Die Gallwitz-Kaserne wurde ab 1936 als Artilleriekaserne neu erbaut. Namensgeber war General Max von Gallwitz. Der Baubeginn war im Dezember 1936, das Richtfest fand im Juli 1938 statt und am 1. Oktober 1938 zog die I. Abteilung des Artillerieregiments 62 mit 564 Mann und 400 Pferden ein. Die Kaserne erhielt den Namen „Gallwitz-Kaserne“ nach dem General der Artillerie Max von Gallwitz (1852–1937). Nach der Entscheidung für Bonn als Regierungssitz der Bundesrepublik Deutschland 1949 war die Kaserne der Sitz des Bundeswirtschaftsministeriums. Später zog in den ostwärtigen Teil das Grenzschutzkommando West. 1961/62 wurde die Gallwitz-Kaserne um den sogenannten Ministerbau, 1969–72 um ein 14-stöckiges Hochhaus und eine Kantine sowie 1985 nach Plänen des Architekturbüros von Hasselbach/Pilhatsch und von Nikolaus Simon um ein sieben- und ein fünfgeschossiges Gebäude mit flachem Zwischenbau erweitert. Von 2001 bis 2003 kam es zu einer umfassenden Sanierung des Hochhauses, bei der es eine neue Fassadengestaltung mit zweigeschossiger Blendfassade aus Lamellen sowie eine neue Vorplatzgestaltung erhielt.
Die ehemalige Gallwitz-Kaserne wird heute von Teilen des Bundesministeriums für Wirtschaft und Technologie, des Bundesministeriums für Arbeit und Soziales sowie der  Zentralen Auslands- und Fachvermittlung genutzt und ist Teil des Geschichtsrundwegs Weg der Demokratie. Vormals durch das Grenzschutzkommando West des Bundesgrenzschutzes genutzte Anteile der Liegenschaft wurden vom übrigen Teil getrennt und sollen nach dem erfolgten Verkauf in den kommenden Jahren mit einer neuen Wohnbebauung versehen werden. Im Jahr 2016 wurde das Gelände von der Bundesanstalt für Immobilienaufgaben für rund 23,15 Millionen Euro an die Pandion AG verkauft. Seit April 2017 fand der Abbruch der kompletten Liegenschaften statt. Der Käufer errichtet hier ein Neubaugebiet namens „Pandion Ville“ mit 520 Wohnungen auf rund 7,6 Hektar Fläche. Ab Mitte 2018 begann die erste Bauphase. Die Fertigstellung ist bis 2022 geplant. Im Zuge der Bauarbeiten wird eine neue Straße zwischen der Julius-Leber-Straße und Auf dem Kirchbüchel geschaffen, die auf Beschluss der Bezirksvertretung Hardtberg nach dem Staatsanwalt Fritz Bauer benannt wird.

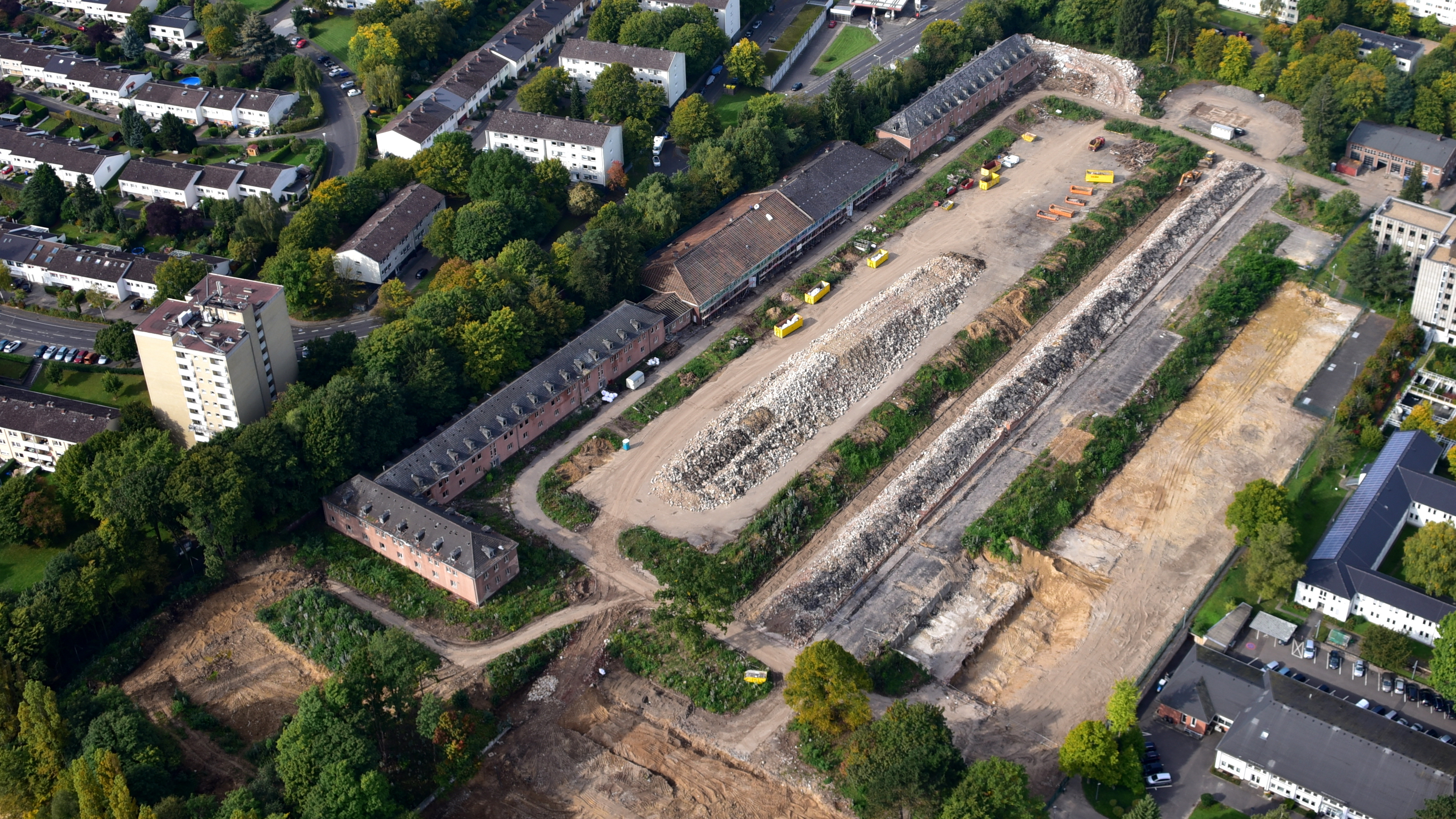
Gallwitz-Kaserne, abzureißender Bereich, Luftaufnahme (2017)

## Kunst am Bau
An der Einfahrt zur Liegenschaft befindet sich die 1985 posthum aufgestellte Raumplastik Bonn (auch Raumkurve; 1983–85) des Bildhauers Norbert Kricke und dessen Schüler William Brauhauser aus Edelstahlrohren, vor Haus D die 1990 aufgestellte Stahlplastik Achse IV 3/75 (1975) des Bildhauers Heinz-Günter Prager. Die Plastik Stahl 4/66 (1966) des Bildhauers Erich Hauser wurde im Jahre 1971 zunächst rechts vor dem Eingang zur Kantine aufgestellt und 2005 auf einen Betonsockel auf einer großen Freifläche im nördlichen Bereich der Liegenschaft versetzt.